# Вељко Деспотовић
Вељко Деспотовић (Загреб, 1. октобар 1931 — Београд, 6. април 2013) био је српски и југословенски филмски и телевизијски сценограф.

## Биографија
Вељко Деспотовић је рођен у Загребу 1. октобра 1931. године. Основну и средњу школу је завршио у Београду. Дипломирао је на Архитектонском факултету Универзитета у Београду 1958. године.
Радио је као асистент у позоришту, на филму и телевизији, од 1952. до 1962. године. Од када ради као сценограф и архитекта на српским али и страним филмовима. Прву самосталну филмску сценографију је радио у филму Човек из храстове шуме, режисера Миће Поповића.

## Награде
На Филмском фестивалу у Пули
- Сребрна арена 1979. године за сценографију у филмовима Усијање и Човјек кога треба убити
- Златна арена 1984. године за сценографију у филму Давитељ против давитеља

Филмски фестивал у Херцег Новом
- Прва награда 1995. године за сценографију у филму Урнебесна трагедија
- Златна Мимоза 2002. за сценографију у филму Т. Т. Синдром
- Златна Мимоза 2003. за сценографију у филмовима Лавиринт и Кордон
- Златна Мимоза 2004. за сценографију у филму Јесен стиже, Дуњо моја

## Сценографија
| Година | Филм                                 |
| ------ | ------------------------------------ |
| 1957.  | Крвава кошуља                        |
| 1964.  | Човек из храстове шуме               |
| 1965.  | Доћи и остати                        |
| 1967.  | Скупљачи перја                       |
| 1967.  | Соледад                              |
| 1968.  | Голи човик                           |
| 1968.  | Биће скоро пропаст света             |
| 1974.  | Отписани                             |
| 1975.  | Кичма                                |
| 1975.  | Сељачка буна 1573                    |
| 1977.  | Летачи великог неба                  |
| 1978.  | Павиљон VI                           |
| 1979.  | Човјек кога треба убити              |
| 1979.  | Усијање                              |
| 1980.  | Тајна Николе Тесле                   |
| 1980.  | Ко то тамо пева                      |
| 1980.  | Снови, живот, смрт Филипа Филиповића |
| 1981.  | Дечко који обећава                   |
| 1982.  | 13. јул                              |
| 1983.  | Велики транспорт                     |
| 1984.  | Давитељ против давитеља              |
| 1986.  | Од злата јабука                      |
| 1986.  | Мисс                                 |
| 1987.  | Заљубљени                            |
| 1988.  | Други човек                          |
| 1989.  | Сабирни центар                       |
| 1990.  | Глуви барут                          |
| 1992.  | Тито и ја                            |
| 1993.  | Горила се купа у подне               |
| 1993.  | Боље од бекства                      |
| 1995.  | Урнебесна трагедија                  |
| 1999.  | Нож                                  |
| 2002.  | Т. Т. Синдром                        |
| 2002.  | Лавиринт                             |
| 2002.  | Кордон                               |
| 2003.  | Професионалац                        |
| 2004.  | Јесен стиже, Дуњо моја               |
| 2006.  | Шејтанов ратник                      |
| 2008.  | Чарлстон за Огњенку                  |
| 2008.  | Турнеја                              |
| 2013.  | Фалсификатор                         |